# 斯图加特行政区
斯图加特行政区（Regierungsbezirk Stuttgart）是德国巴登-符腾堡州的4个行政区之一，首府斯图加特。斯图加特行政区的行政级别隶属于巴登-符腾堡州政府，行政区下设11个县和2个非县辖城市。

## 行政区划
斯图加特行政区下设11个县：
1. 伯布林根县（Böblingen），首府伯布林根（Böblingen）
2. 埃斯林根县（Esslingen），首府埃斯林根（Esslingen am Neckar）
3. 格平根县（Göppingen），首府格平根（Göppingen）
4. 海登海姆县（Heidenheim），首府海登海姆（Heidenheim）
5. 海尔布隆县（Heilbronn），首府（Heilbronn）
6. 霍恩洛厄县（Hohenlohekreis），首府金策尔斯奥（Künzelsau）
7. 路德维希堡县（Ludwigsburg），首府路德维希堡（Ludwigsburg）
8. 美因-陶伯县（Main-Tauber），首府陶伯比绍夫斯海姆（Tauberbischofsheim）
9. 奥斯特阿尔布县（Ostalbkreis），首府阿伦（Aalen）
10. 雷姆斯-穆尔县（Rems-Murr-Kreis），首府魏布林根（Waiblingen）
11. 施韦比施哈尔县（Schwäbisch Hall），首府施韦比施哈尔（Schwäbisch Hall）

斯图加特行政区下设2个非县辖城市：
1. 斯图加特市（Stuttgart）
2. 海尔布隆市（Heilbronn）